# 19. únor
19. únor je 50. den roku podle gregoriánského kalendáře. Do konce roku zbývá 315 dní (316 v přestupném roce). Svátek má Patrik.

## Události

### Česko
- 0982 – V Levém Hradci byl zvolen pražským biskupem svatý Vojtěch.
- 1920 – Zákon o poměru pražských univerzit, č. 135/1920 Sb. z. a n., stanovil českou Universitu Karlovu jako přímého nástupce Karlo-Ferdinandovy university a jedinou nositelku tradice pražské univerzity.
- 1933 – Automobilka Tatra začala prodávat svůj nový vůz střední třídy – model Tatra 75.
- 1948 – Předseda vlády a současně předseda KSČ Klement Gottwald nabídl Československé sociální demokracii možnost společné dvoučlenné většinové vlády; tuto nabídku vedení ČSSD odmítlo.
- 1960 – V Řeži u Prahy byl uveden do provozu první cyklotron v Československu.
- 1973 – Tragická letecká nehoda na Letišti Praha – Ruzyně, kdy letoun Tupolev Tu-154 na lince Moskva–Praha havaroval těsně před přistáním. Katastrofa si vyžádala 66 obětí.
- 1992 – Český film režiséra Jana Svěráka Obecná škola (1991) byl nominován na Oscara v kategorii Nejlepší cizojazyčný film v rámci 64. ročníku udílení cen americké Akademie filmového umění a věd za rok 1991.
- 2002 – Papež Jan Pavel II. jmenoval salesiánského kněze Karla Herbsta pomocným biskupem pražské arcidiecéze.
- 2017 – V Česku bylo identifikováno 29 ohnisek ptačí chřipky a utraceno bylo v této souvislosti 58 000 kusů drůbeže.
- 2019 – Na železniční trati č. 252 došlo ke kuriózní nezajištěné jízdě osobního vlaku, která se později stala námětem filmové komedie Mimořádná událost režiséra Jiřího Havelky.

### Svět
- 0356 – Constantius II. vydal dekret přikazující zavřít všechny pohanské kostely v římské říši. Jeho pokus prosadit jednotné ariánské vyznání přesto neuspěl.
- 1537 – Stávka tkalců v Leidenu.
- 1594 – Zikmund III. Vasa byl korunován švédským králem coby nástupce svého otce Jana III. (již od roku 1587 byl též králem polským a litevským.
- 1600 – Peruánská sopka Huaynaputina vybuchla v nejsilnějším zemětřesení v zaznamenané historii Jižní Ameriky.
- 1726 – Ruská carevna Kateřina I. založila Nejvyšší tajnou radu, nejvyšší orgán výkonné moci v Ruském impériu.
- 1819 – Britský lovec tuleňů a obchodník William Smith objevil Livingstonův ostrov, který patří do souostroví Jižní Shetlandy.
- 1861
  - Alexandr II. Nikolajevič zrušil v Rusku nevolnictví.
  - V Kansasu byla zavedena prohibice.
- 1878 – Thomas Alva Edison obdržel patent na fonograf.
- 1909 – Smetanova Prodaná nevěsta poprvé provedena v USA v Metropolitní opeře s Emou Destinnovou.
- 1915 – Začala bitva o Gallipoli.
- 1918 – V SSSR byl přijat zákon o socializaci půdy.
- 1942 – Japonsko bombardovalo australský Darwin.
- 1943 – V rámci druhé světové války začala v Africe bitva o Kasserinský průsmyk.
- 1945 – V rámci druhé světové války začala bitva o Iwodžimu.
- 1984 – V Sarajevu skončily XIV. zimní olympijské hry. Českoslovenští sportovci získali šest medailí, a to znamenalo dosud největší úspěch čs. výpravy na zimní olympiádě.
- 1986
  - Zahájena výstavba vesmírné stanice Mir.
  - Mezinárodní velrybářská komise vyhlásila zákaz komerčního lovu velryb.
- 2008 – Kubánský prezident Fidel Castro oznámil, že již nebude znovu kandidovat na funkci prezidenta a vrchního velitele ozbrojených sil.
- 2020 – Při střeleckém útoku v německém městě Hanau zabil útočník deset lidí a následně spáchal sebevraždu.

## Narození

### Česko
- 1666 – Apolonie Rozálie Vratislavová z Mitrovic, česká šlechtična († 30. září 1747)
- 1727 – Josef František Fortin, stavitel knížecího dvora v Českém Krumlově († 5. července 1762)
- 1776 – Josef Ladislav Jandera, teolog, matematik, rektor Karlovy univerzity († 27. července 1857)
- 1801 – František Dittrich, zakladatel vltavské paroplavby a purkmistr Prahy († 21. října 1875)
- 1804 – Karel Rokytanský, lékař, filosof a politik († 23. července 1878)
- 1831 – Konstantin Grünwald, starosta Moravské Ostravy († 17. dubna 1918)
- 1847 – Karel Vosyka, rektor ČVUT († 3. března 1897)
- 1857 – Augusta Rozsypalová, česká učitelka a politička († 23. listopadu 1925)
- 1874 – Josef Šusta, český historik, spisovatel a politik († 27. května 1945)
- 1876 – Ida Münzbergová, česká malířka († 11. července 1955)
- 1878 – Kuneš Sonntag, československý politik († 29. března 1931)
- 1888 – Engelbert Kaps, slezský sochař († 20. prosince 1975)
- 1894
  - Jaroslav Císař, astronom, matematik, básník a překladatel († 17. dubna 1983)
  - Zdeněk Němeček, český spisovatel († 5. července 1957)
- 1898 – Václav Wasserman, český filmový herec, režisér a scenárista († 28. ledna 1967)
- 1910 – Karel Černý, malíř († 18. října 1960)
- 1922 – Josef Matěj, pozounista a hudební skladatel († 28. března 1992)
- 1924 – František Vláčil, malíř, grafik, filmový scenárista a režisér († 28. ledna 1999)
- 1925 – Jindřich Feld, český hudební skladatel († 8. července 2007)
- 1929 – Hana Bobková, sportovní gymnastka, bronz na OH 1952
- 1930 – Jaroslav Tomsa, sportovec a filmový kaskadér († 4. srpna 2015)
- 1933 – Milan Iglo, český hudební skladatel a pedagog
- 1937 – Pavel Nešleha, český malíř, kreslíř, grafik a fotograf († 13. září 2003)
- 1938 – Josef Hanzlík, básník a autor knih pro děti († 26. ledna 2012)
- 1939 – František Chobot, český politik († 20. srpna 2013)
- 1944 – Martin Stejskal, malíř, esejista a esoterik
- 1948 – Oldřich Král, český operetní a muzikálový zpěvák
- 1952
  - Otmar Oliva, sochař
  - Miloslav Výborný, politik, soudce Ústavního soudu
- 1955 – Jana Paulová, herečka
- 1958
  - Aleš Zedník, politik
  - Daniel Forró, hudební skladatel, klávesista, klavírista a pedagog
- 1962 – Hana Mandlíková, tenistka
- 1973 – Simona Krainová, topmodelka
- 1983 – David Nosek, hokejista
- 1986 – Aneta Savarová, moderátorka a novinářka
- 1996 – Eliška Březinová, krasobruslařka
- 1997 – Jiří Janošek, dráhový cyklista

### Svět

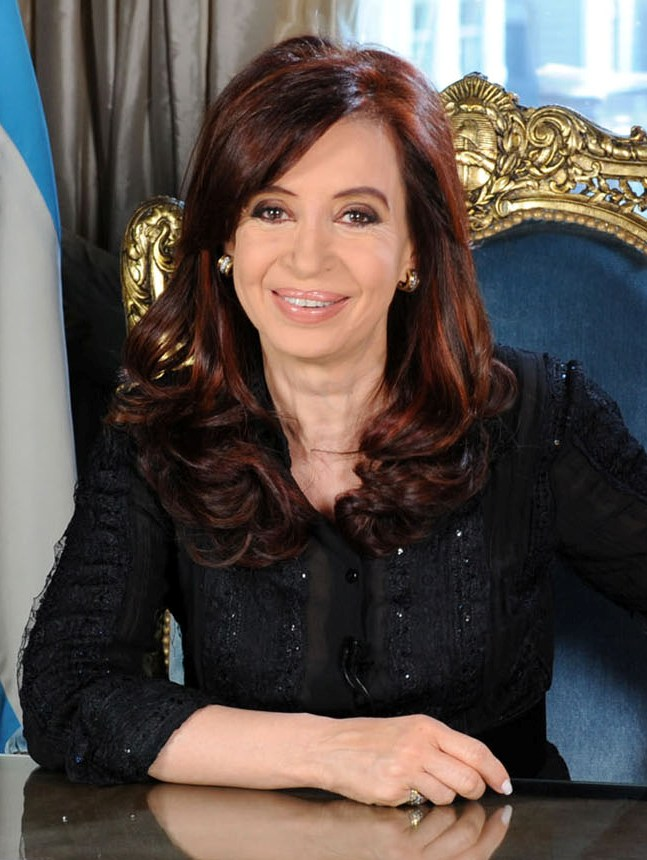
Cristina Fernándezová (* 1953)

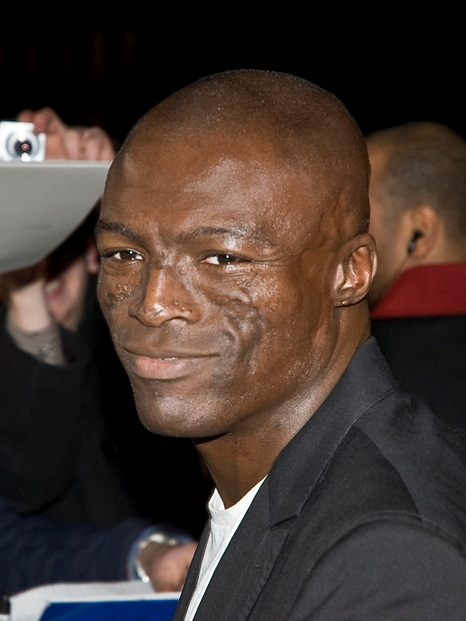
Seal (* 1963)

- 1473 – Mikuláš Koperník, polský astronom a matematik († 24. května 1543)
- 1526 – Carolus Clusius, nizozemský botanik († 4. dubna 1609)
- 1552 – Melchior Klesl, kardinál, vídeňský biskup a kancléř Matyáše II. († 18. září 1630)
- 1594 – Jindřich Frederik Stuart, nejstarší syn skotského krále Jakuba VI. Stuarta († 6. listopadu 1612)
- 1630 – Šivádží, zakladatel maráthského státu († 3. dubna 1680)
- 1733 – Daniel Solander, švédský botanik († 16. května 1782)
- 1743 – Luigi Boccherini, italský hudební skladatel a violoncellista († 28. května 1805)
- 1754 – Vincenzo Monti, italský básník († 1828)
- 1787 – Josef Emanuel Fischer, rakouský průmyslník a entomolog († 17. března 1866)
- 1792 – Roderick Murchison, skotský geolog a paleontolog († 22. října 1871)
- 1801 – Saint-Marc Girardin, francouzský politik a literární kritik († 1. ledna 1873)
- 1812
  - Andrew Murray, skotský právník, botanik, zoolog a biogeograf († 10. ledna 1878)
  - Zygmunt Krasiński, polský básník a dramatik († 1859)
- 1816 – Alexej Ivanovič Butakov, ruský mořeplavec a geograf († 28. června 1869)
- 1817 – Vilém III. Nizozemský, nizozemský král, lucemburský velkovévoda († 23. listopadu 1890)
- 1821 – August Schleicher, německý jazykovědec († 6. prosince 1868)
- 1833 – Élie Ducommun, švýcarský novinář a mírový aktivista, nositel Nobelovy ceny za mír († 1906)
- 1841 – Felipe Pedrell, španělský hudební skladatel († 19. srpna 1922)
- 1859 – Svante Arrhenius, švédský fyzik a chemik, Nobelovy ceny za chemii († 2. října 1927)
- 1863 – Axel Thue, norský matematik († 7. března 1922)
- 1864
  - Jean Verdier, kardinál, arcibiskup pařížský († 9. dubna 1940)
  - Ferdinand Zecca, francouzský filmový herec, režisér a scenárista († 23. března 1947)
- 1865 – Sven Hedin, švédský topograf, cestovatel a fotograf († 26. listopadu 1952)
- 1868 – Enrico Annibale Butti, italský spisovatel († 29. listopadu 1912)
- 1869 – Hovhannes Tumanian, arménský spisovatel († 23. března 1923)
- 1872 – Johan Pitka, estonský námořní velitel († ? 1944)
- 1874 – Max Adalbert, německý divadelní a filmový herec († 7. září 1933)
- 1876 – Constantin Brâncuşi, rumunský sochař († 16. března 1957)
- 1878 – Nyanatiloka, první německý buddhistický mnich († 28. května 1957)
- 1880 – Álvaro Obregón, prezident Mexika († 17. července 1928)
- 1884 – Maciej Rataj, polský spisovatel a prozatímní prezident († 21. června 1940)
- 1888 – Rachel Kohen-Kagan, izraelská politička († 15. října 1982)
- 1889 – Ernest Marsden, novozélandský fyzik († 15. prosince 1970)
- 1895 – Jicchak Olšan, izraelský právník a předseda izraelského Nejvyššího soudu († 5. února 1983)
- 1896 – André Breton, francouzský básník († 28. září 1966)
- 1897
  - Michal Jan Czartoryski, polský dominikán katolickou církví uctívaný jako mučedník († 6. září 1944)
  - Josef Efrati, izraelský politik († 8. února 1975)
- 1899 – Lucio Fontana, italský výtvarník († 7. září 1968)
- 1901 – Hans Grundig, německý malíř a grafik († 11. září 1958)
- 1917 – Carson McCullersová, americká spisovatelka († 29. září 1967)
- 1920
  - Jürgen von Beckerath, německý egyptolog
  - Jaan Kross, estonský spisovatel († 27. prosince 2007)
- 1922 – Władysław Bartoszewski, polský ministr zahraničních věcí, historik
- 1924
  - Lee Marvin, americký filmový herec († 29. srpna 1987)
  - David Bronštejn, ukrajinský šachista († 5. prosince 2006)
- 1926 – György Kurtág, maďarský hudební skladatel
- 1930 – Christian Zuber, francouzský fotodokumentarista, novinář a spisovatel († 23. července 2005)
- 1931 – Camillo Ruini, italský kardinál
- 1932 – Joseph Kerwin, americký astronaut, lékař a vědec
- 1937 – Klim Čurjumov, ukrajinský astronom a spisovatel
- 1938
  - Rika Zaraï, izraelská zpěvačka a spisovatelka
  - Čhökji Gjalcchän, desátý tibetský pančhenlama († 21. ledna 1989)
- 1939 – Vladimir Atlantov, ruský operní pěvec
- 1940
  - Smokey Robinson, americký zpěvák
  - Saparmurat Nijazov, turkmenský doživotní prezident († 21. prosince 2006)
- 1941 – David Jonathan Gross, americký fyzik
- 1943 – Tim Hunt, anglický biolog, nositel Nobelovy ceny 2001
- 1947 – Jackie Curtis, americký herec († 15. května 1985)
- 1948
  - Tony Iommi, britský hudebník (Black Sabbath)
  - Byron Kurt Lichtenberg, americký astronaut
- 1949
  - Christian Bollmann, německý zpěvák a skladatel
  - Gennadij Koršikov, sovětský veslař, olympijský vítěz 1972
  - Eddie Hardin, anglický hudebník († 22. července 2015)
- 1950
  - Andy Powell, anglický kytarista a skladatel
  - Juice Leskinen, finský hudebník, skladatel, básník, spisovatel a reportér († 24. listopadu 2006)
- 1952
  - Freddy Maertens, belgický cyklista
  - Rjú Murakami, japonský spisovatel, filmový scenárista a režisér
  - Danilo Türk, třetí slovinský prezident
- 1953
  - Cristina Fernández de Kirchner, argentinská prezidentka
  - Massimo Troisi, italský herec, scenárista, režisér a básník († 4. června 1994)
  - Ján Filc, slovenský hokejový trenér a bývalý hokejový brankář
- 1954
  - Francis Buchholz, německý basák
  - Michael Gira, americký zpěvák, skladatel, básník, spisovatel
  - Sócrates, brazilský fotbalový reprezentant († 2011)
- 1955 – Jeff Daniels, americký herec
- 1956 – Roderick MacKinnon, americký biofyzik, Nobelova cena za chemii 2003
- 1957
  - Falco, rakouský zpěvák († 6. února 1998)
  - Daína Chavianová, kubánská spisovatelka
- 1958
  - Helen Fieldingová, britská spisovatelka
  - Theresa Rebeck, americká scenáristka, dramatička a spisovatelka
- 1960
  - Andrew, vévoda z Yorku, druhý syn královny Alžběty II.
  - Leslie Ash, britská herečka
- 1962 – Corinne Day, britská fotografka († 27. srpna 2010)
- 1963 – Seal, britský zpěvák
- 1964 – Doug Aldrich, americký kytarista (Whitesnake, Dio, Burning Rain, Lion)
- 1973 – Eric Lange, americký herec
- 1976 – Teddy Thompson, anglický hudebník
- 1979 – Frédéric Tuscan, francouzský sportovní lezec
- 1982 – Nili Latu, tonžský ragbista
- 1983 – Mika Nakašima, japonská zpěvačka a herečka
- 1981 – Vitas, ruský zpěvák
- 1986 – Marta, brazilská fotbalistka
- 1995 – Nikola Jokič, srbský basketbalista
- 2004 – Millie Bobby Brownová, britská herečka, modelka a zpěvačka

## Úmrtí

### Česko

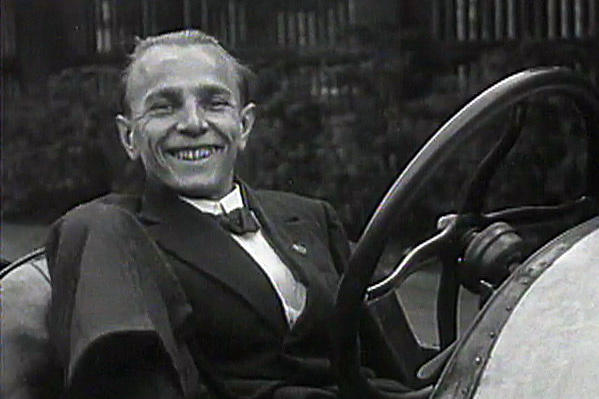
František Filip († 1957)

- 1790 – Jan Křtitel Krumpholtz, harfeník a hudební skladatel (* 8. května 1742)
- 1875 – Vincenc Morstadt, malíř (* 17. dubna 1802)
- 1876 – Jan Helcelet, moravský lékař, přírodovědec, novinář a politik (* 2. ledna 1812)
- 1914 – Josef Král, malíř (* 24. května 1877)
- 1926 – Isidor Zahradník, kněz a politik, (* 25. června 1864)
- 1933 – Václav Felix, český fyzik, rektor Českého vysokého učení technického (* 14. září 1873)
- 1934 – Nikolaj Jefgrafovič Osipov, český psychiatr ruského původu (* 25. listopadu 1877)
- 1940 – Tereza Svatová, česká spisovatelka (* 31. března 1858)
- 1945
  - Alois Laub, legionář, důstojník Československé armády a odbojář (* 31. prosince 1896)
  - Josef Fischer, český filozof, sociolog a publicista (* 2. dubna 1891)
  - Karel Nejedlý, vůdčí osobnost československého protinacistického odboje (* 1896)
- 1955 – Otakar Pařík, dirigent a klavírista (* 28. února 1901)
- 1957 – František Filip, „Bezruký Frantík“, tělesně postižený spisovatel (* 20. února 1904)
- 1959 – Alois Bohdan Brixius, cestovatel, orientalista a spisovatel (* 30. září 1903)
- 1972 – Josef Macek, československý ekonom a politik (* 13. září 1887)
- 1975 – Stanislav Neumann, herec (* 16. července 1902)
- 1982
  - Václav Deyl, český spisovatel knih pro děti a mládež (* 23. května 1905)
  - Karel Erban, český filolog, pedagog a básník (* 17. ledna 1901)
- 1984 – Jaroslav Pošvář, numismatik a profesor správního práva (* 1. října 1900)
- 1987 – Milada Marešová, malířka a ilustrátorka (* 16. listopadu 1901)
- 1993 – Josef Rudolf Winkler, český zoolog, entomolog (* 13. března 1930)
- 2000 – Marie Glázrová, herečka (* 11. července 1911)
- 2006 – Antonín Bradna, katolický kněz (* 26. listopadu 1922)
- 2010 – Jiří Novák, sochař (* 6. ledna 1922)
- 2012
  - Miroslav Zedníček, český římskokatolický teolog (* 4. listopadu 1931)
  - Jaroslav Velinský (Kapitán Kid), spisovatel a hudebník (* 18. prosince 1932)
- 2013 – Sylva Kysilková, horolezkyně (* 14. října 1931)
- 2014
  - Miroslav Štandera, vojenský letec (* 5. října 1918)
  - Josefina Napravilová, česká odbojářka, válečná veteránka (* 21. ledna 1914)

### Svět

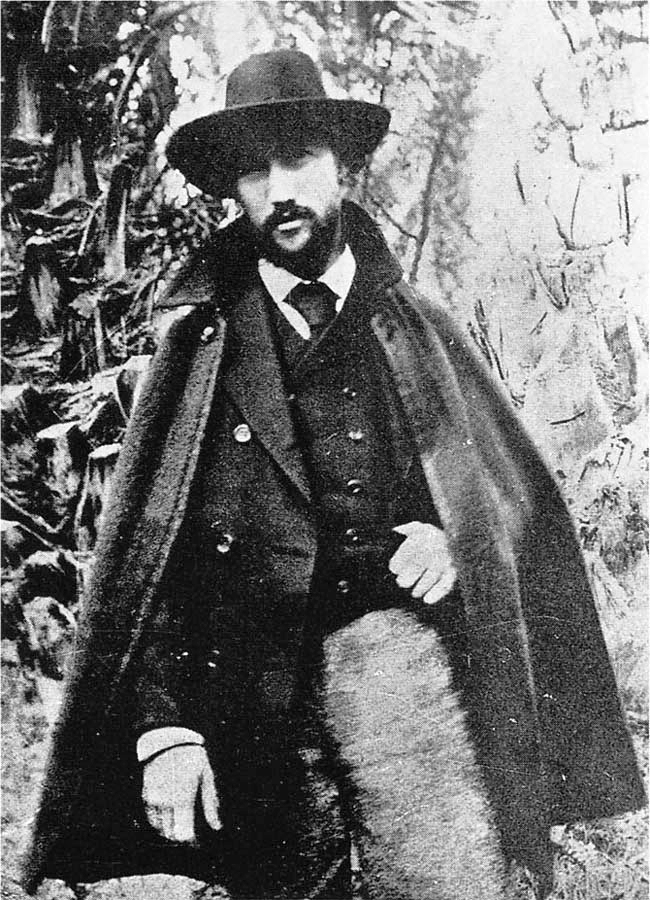
André Gide († 1951)

- 1123 – Irena Dukaina, žena byzantského císaře Alexia I. Komnena (* 1066)
- 1445 – Eleonora Aragonská, manželka portugalského krále Eduarda I. (* 1402)
- 1553 – Erasmus Reinhold, německý astronom a matematik (* 22. října 1511)
- 1605 – Orazio Vecchi, italský pozdně renesanční hudební skladatel (* 6. prosince 1550)
- 1682 – Fridrich Hesensko-Darmstadtský, německý šlechtic a voják (* 28. února 1616)
- 1715 – Domenico Egidio Rossi, italský architekt a stavitel (* 1. září 1659)
- 1729 – Karol Piotr Pancerzyński, biskup (* ?)
- 1775 – Mořic z Ditrichštejna, rakouský šlechtic, důstojník a dvořan († 27. srpna 1864)
- 1799 – Jean-Charles de Borda, francouzský matematik (* 4. května 1733)
- 1837 – Georg Büchner, německý dramatik (* 17. října 1813)
- 1841 – Diogo Alves, sériový vrah (* 1810)
- 1843 – Saliha Sultan, osmanská princezna a dcera sultána Mahmuda II. (* 16. června 1811)
- 1867 – Štěpán Habsbursko-Lotrinský, rakouský arcivévoda a uherský palatin (* 14. září 1817)
- 1887 – Multatuli neboli Eduard Douwes Dekker, nizozemský koloniální úředník a spisovatel (* 12. března 1820)
- 1894 – Francisco Asenjo Barbieri, španělský hudební skladatel (* 3. srpna 1823)
- 1897 – Karl Weierstrass, německý matematik (* 1815)
- 1902 – Marie Jindřiška Habsbursko-Lotrinská, belgická královna (* 23. listopadu 1836)
- 1908 – Johann Peter Theodor Janssen, německý malíř (* 12. prosince 1844)
- 1915 – Gópál Krišna Gókhalé, představitel indického hnutí za nezávislost (* 9. května 1866)
- 1916 – Ernst Mach, rakouský teoretický fyzik a filozof původem z Moravy (* 18. února 1838)
- 1923
  - Gerónimo Giménez, španělský hudební skladatel a dirigent (* 10. října 1854)
  - Ivan Tavčar, slovinský spisovatel, právník a politik (* 28. září 1851)
- 1937 – Horacio Quiroga, uruguayský spisovatel (* 31. prosince 1879)
- 1938 – Edmund Landau, německý matematik (* 14. února 1877)
- 1940 – Ljubomir Davidović, srbský politik (* 24. prosince 1863)
- 1945 – Józef Zapłata, polský katolický duchovní, blahoslavený (* 5. března 1904)
- 1947 – August Schmidthuber, nacistický politik a generál (* 8. května 1901)
- 1951 – André Gide, francouzský spisovatel (* 22. listopadu 1869)
- 1952 – Knut Hamsun, norský spisovatel (* 4. srpna 1859)
- 1953 – Nobutake Kondó, admirál japonského císařského námořnictva (* 25. září 1886)
- 1957 – Maurice Garin, italský cyklista (* 3. března 1871)
- 1960 – Hans Christian Hansen, premiér Dánska (* 8. listopadu 1906)
- 1962 – Georgios Papanikolaou, řecko-americký lékař, průkopník cytopatologie (* 13. května 1883)
- 1972 – Lee Morgan, americký jazzový trumpetista (* 10. července 1938)
- 1975 – Luigi Dallapiccola, italský hudební skladatel (* 3. února 1904)
- 1980 – Bon Scott, australský rockový zpěvák (AC/DC) (* 9. července 1946)
- 1983 – Marcello Mascherini, italský sochař a scénograf (* 14. září 1906)
- 1984 – Claude Hopkins, americký klavírista (* 24. srpna 1903)
- 1986 – André Leroi-Gourhan, francouzský antropolog, archeolog a historik (* 25. srpna 1911)
- 1988
  - André Frédéric Cournand, francouzsko-americký lékař, Nobelova cena 1956 (* 24. září 1895)
  - René Char, francouzský básník a odbojář (* 14. července 1907)
- 1997
  - Teng Siao-pching, čínský politik (* 22. srpna 1904)
  - Leo Rosten, americký učitel a humorista (* 11. dubna 1908)
- 2000 – Friedensreich Hundertwasser, rakouský architekt a malíř (* 15. prosince 1928)
- 2001
  - Charles Trenet, francouzský zpěvák a skladatel (* 18. května 1913)
  - Stanley Kramer, americký režisér a producent (* 29. září 1913)
- 2008 – Teo Macero, americký hudební producent a saxofonista (* 30. října 1925)
- 2011 – Anson Rainey, americký lingvista (* 11. ledna 1930)
- 2012 – Renato Dulbecco, italsko-americký biolog a virolog, Nobelova cena 1975 (* 22. února 1914)
- 2016 – Umberto Eco, italský sémiolog, estetik, filosof a spisovatel (* 5. ledna 1932)
- 2019 – Karl Lagerfeld, německý módní návrhář (* 10. září 1933)
- 2022 – Gary Brooker, britský zpěvák a skladatel (* 29. května 1945)

## Svátky

### Česko
- Patrik
- Gabin

### Svět
- Slovensko: Vlasta
- Etiopie: Den Mučedníků
- Gabon: Den ústavy
- USA: Presidents’ Day (je-li pondělí)

### Liturgický svátek
- Blahoslavený Godšalk

| 19. únor v pražském KlementinuÚdaje jsou platné k 8. 7. 2025. | 19. únor v pražském KlementinuÚdaje jsou platné k 8. 7. 2025. | 19. únor v pražském KlementinuÚdaje jsou platné k 8. 7. 2025. |
| minimum                                                       | denní průměr                                                  | maximum                                                       |
| ------------------------------------------------------------- | ------------------------------------------------------------- | ------------------------------------------------------------- |
| −21,5 °C (1827)                                               | 1,7 °C (od 1961)                                              | 14,4 °C (1998)                                                |